# ルクレツィア・ノイン
ルクレツィア・ノイン (Lucrezia Noin) は、アニメ『新機動戦記ガンダムW』に登場する架空の人物である。担当声優は横山智佐。

## 人物
- 人種：南欧系
- 年齢：19歳
- 身長：165cm
- 体重：61kg
- 瞳色：ダークパープル
- 髪色：プラチナブラック

地球圏統一連合軍特殊部隊スペシャルズ（OZ）の士官。階級は本編開始時点で一級特尉。イタリア系の貴族の末裔の女性で、物語開始時点では19歳。劇中で呼ばれる名「ノイン」は苗字である。
聡明な性格で、深い愛情を寄せる対象のゼクス・マーキスには再会するまでの日数を正確に記憶していたり、養成学校で「首席で卒業できたのは彼女のおかげだ」との趣旨を言わしめた（ノインは次席で卒業している）。また、早い段階からゼクスの本来の立場や理想を知っており（そのためか、長い付き合いでありながらノインは敬語を用いている）、行動に同調してその意向で彼の妹であるリリーナ・ドーリアン（本名〈あるいは旧名〉リリーナ・ピースクラフト）とも関わっていく。
過去にコロニーの暴動に巻き込まれた時には、トレーズ・クシュリナーダに命を救われている（ちなみに、この時ノインを攻撃したのはヒイロ・ユイであり、この事件がきっかけでトレーズはマリーメイア・クシュリナーダの母親となるレイア・バートンと出会うことになった）。
考え方の相違からレディ・アンと口論する場面が見られるが、トレーズの言葉を借りてたしなめるなど、ちょっとした強かさを見せる場面もあった。
名前の由来はドイツ語の「9 （neun）」。名前は隅沢克之曰く「イタリアの超有名で悲劇的運命に翻弄された貴族のお嬢様の名前」からとのこと。

## 劇中の活躍

### 新機動戦記ガンダムW
レイク・ビクトリア基地で新型宇宙用モビルスーツ (MS) トーラスのパイロット候補生の教官を務めていたが、張五飛の襲撃によって訓練生はほぼ全員が死亡する。専用機の エアリーズで追跡するが、襲撃者が子供であったために攻撃および僚機への攻撃命令を躊躇してしまい、その隙を突かれて五飛の愛機シェンロンガンダムに僚機エアリーズ2機を撃墜され、自機も行動不能にされたうえ、撃墜された僚機が搬送してきたビームキャノンでトーラスの輸送機を落とされてしまう。年齢的に幼い五飛への攻撃を躊躇したために輸送機が落とされたと、自分の甘さを鍛え直すためにゼクスと行動を共にする。
ゼクスのOZ脱退後はリリーナの復興したサンクキングダムで防衛隊の一員となり、彼女の護衛を務める。OZとのサンクキングダム攻防戦においてはトーラスに搭乗し、ガンダムエピオンに乗って戻ってきたヒイロらとともにOZの侵攻部隊と戦うが、それでも多勢に無勢であったためにやむを得ず敗走する。サンクキングダム崩壊後はカトルと共に宇宙に上がり、デュオらガンダムパイロットに協力を要請し、リリーナを陰ながらサポートしようとする。その後、ホワイトファングの総帥となったゼクスを止めるため、ガンダムパイロットたちとともに戦艦ピースミリオンで立ち向かうが、引き金は引けなかった。OZとホワイトファングの最終決戦においては、ゼクスのそばで決戦の行方を見届けた。

### 新機動戦記ガンダムW Endless Waltz
プリベンターの一員となり、同僚のサリィ・ポォらとともにコロニーで不審な活動をする集団を調査していた。コードネームはファイヤー。その後、マリーメイア軍に占拠されたX-18999コロニー内部に強行突破を試みるヒイロたちを支援するため、乗っていた宇宙船に積んでいたミサイルポッドを使用し、X-18999コロニーを取り囲むマリーメイア軍のMS部隊をかく乱して撤退する。地球軌道上でエネルギー切れによって稼動不能になったトールギスIIIを回収してゼクスと合流した後、ブリュッセルの戦いではゼクスと連携し、ガンダムの援軍が来るまでにサーペント250機以上をパイロットを殺さずに破壊する。マリーメイアの反乱終結後、ゼクスとともに火星に旅立った。

## 主な搭乗機
- OZ-07AMS エアリーズ（指揮官機）
- OZ-09MMS パイシーズ
- SK-12SMS トーラス（サンクキングダム所属機）